# Petit
Petit, teljes nevén
Armando Gonçalves Teixeira (Strasbourg, 1976. szeptember 25. –) portugál válogatott labdarúgó, labdarúgóedző. Jelenleg a Moreirense edzője.

## Pályafutása

### Korai évek/Boavista
Petit portugál szülők gyermekeként Franciaországban született. Emiatt illetve kis növése miatt kapta a Petit nevet. Később hazatért Portugáliába. Kezdetben kisebb csapatokban szerepelt. Első nevesebb csapata a Gil Vicente volt. Itt kulcsszerepet töltött be és hozzásegítette csapatát története legjobb bajnoki szerepléséhez, amikor is a bajnokság végén az ötödik helyen végeztek. Egy év után távozott és a Boavista játékosa lett. A Boavistaval 2001-ben portugál bajnoki címet szerzett.

### Benfica/ Köln
2002 nyarán a Benfica szerződtette akivel szintén bajnok lett 2005-ben. 2004-ben a portugál kupát is sikerült elhódítania. 2008. júliusában Németországba, a Kölnhöz igazolt. Első gólját a Köln színeiben augusztus 7-én rúgta az SV Niederauerbach elleni kupamérkőzésen. Első bundesliga gólját november 1-jén szerezte a VfB Stuttgart ellen.
A 2011–2012-es idényt kénytelen volt kihagyni sérülés miatt. A Köln a bajnokság végén kiesett az élvonalból.
2012 augusztusában visszatért a Boavistahoz.

### Válogatott
Petit először 2001. június 2-án, egy 2002-es világbajnoki selejtezőn Írország ellen volt válogatott. Tagja volt a 2002-es világbajnokságon és a hazai pályán rendezett 2004-es Európa-bajnokságon részt vevő portugál válogatottnak.
Az Oroszország elleni 2006-os vb-selejtező alkalmával két gólt szerzett szabadrúgásból és a mérkőzést 7–1 arányban megnyerték a portugálok. 
A 2006-os németországi vb-n a bronzmérkőzés 60. percében öngólt szerzett a házigazda németek ellen.
A 2008-as Eb után lemondta a válogatottságot. Összesen 57 alkalommal szerepelt a nemzeti csapatban és négy gólt szerzett.

### Válogatott góljai
| #  | Dátum              | Helyszín                                         | Ellenfél              | Gólja | Végeredmény | Kiírás               |
| -- | ------------------ | ------------------------------------------------ | --------------------- | ----- | ----------- | -------------------- |
| 1. | 2004. október 13.  | Estadio José Alvalade, Lisszabon, Portugália     | Oroszország           | 6–1   | 7–1         | 2006-os vb-selejtező |
| 2. | 2004. október 13.  | Estadio José Alvalade, Lisszabon, Portugália     | Oroszország           | 7–1   | 7–1         | 2006-os vb-selejtező |
| 3. | 2005. november 12. | SEstádio Cidade de Coimbra, Coimbra, Portugália  | Horvátország          | 1–0   | 2–0         | Barátságos           |
| 4. | 2006. május 27.    | Complexo Desportivo de Évora, Évora, Portugália, | Zöld-foki Köztársaság | 3–1   | 4–1         | Barátságos           |

## Sikerei, díjai

### Boavista
- Portugál-bajnokság:
  - Győztes (1): 2000-2001
- Portugál-szuperkupa:
  - Második hely (1):  2001

### Benfica
- Portugál-bajnokság:
  - Győztes (1): 2004-2005
- Portugál-kupa:
  - Győztes (1): 2003-2004
  - Második hely (1):  2004-2005
- Portugál-szuperkupa:
  - Győztes (1):  2005

### Válogatott
- Labdarúgó-Európa-bajnokság:
  - Ezüstérmes (1): 2004
- Labdarúgó-világbajnokság:
  - 4. hely (1) : 2006

### Egyéni
- Az év portugál labdarúgója: 2001
- Portugál aranylabda: 2006

## Karrierje statisztikái

### Klubcsapatokban
| Klub statisztika | Klub statisztika | Klub statisztika | Bajnokság | Bajnokság | Kupa             | Kupa             | Ligakupa           | Ligakupa           | Nemzetközi | Nemzetközi | Összesen | Összesen |
| Szezon           | Klub             | liga             | Mérk.     | Gólok     | Mérk.            | Gólok            | Mérk.              | Gólok              | Mérk.      | Gólok      | Mérk.    | Gólok    |
| Portugália       | Portugália       | Portugália       | Bajnokság | Bajnokság | Taça de Portugal | Taça de Portugal | Ligakupa           | Ligakupa           | Európa     | Európa     | Összesen | Összesen |
| ---------------- | ---------------- | ---------------- | --------- | --------- | ---------------- | ---------------- | ------------------ | ------------------ | ---------- | ---------- | -------- | -------- |
| 1995–96          | Esposende        | Segunda Divisão  | 26        | 1         | 0                | 0                | —                  | —                  | —          | —          | 26       | 1        |
| 1996–97          | Gondomar         | Segunda Divisão  | 13        | 2         | 0                | 0                | —                  | —                  | —          | —          | 13       | 2        |
| 1997–98          | União Lamas      | Liga de Honra    | 31        | 3         | 2                | 0                | —                  | —                  | —          | —          | 33       | 3        |
| 1998–99          | Esposende        | Liga de Honra    | 30        | 3         | 4                | 1                | —                  | —                  | —          | —          | 34       | 4        |
| 1999–00          | Gil Vicente      | Primeira Liga    | 30        | 4         | 2                | 0                | —                  | —                  | —          | —          | 32       | 4        |
| 2000–01          | Boavista         | Primeira Liga    | 26        | 3         | 4                | 0                | —                  | —                  | 3          | 0          | 33       | 3        |
| 2001–02          | Boavista         | Primeira Liga    | 25        | 4         | 2                | 1                | —                  | —                  | 9          | 1          | 36       | 5        |
| 2002–03          | Benfica          | Primeira Liga    | 25        | 2         | 1                | 0                | —                  | —                  | —          | —          | 26       | 2        |
| 2003–04          | Benfica          | Primeira Liga    | 23        | 0         | 3                | 0                | —                  | —                  | 9          | 0          | 35       | 0        |
| 2004–05          | Benfica          | Primeira Liga    | 29        | 2         | 5                | 0                | —                  | —                  | 8          | 0          | 42       | 2        |
| 2005–06          | Benfica          | Primeira Liga    | 30        | 3         | 2                | 0                | —                  | —                  | 9          | 0          | 41       | 3        |
| 2006–07          | Benfica          | Primeira Liga    | 24        | 4         | 2                | 0                | —                  | —                  | 14         | 2          | 40       | 6        |
| 2007–08          | Benfica          | Primeira Liga    | 17        | 1         | 0                | 0                | 0                  | 0                  | 7          | 0          | 24       | 1        |
| Németország      | Németország      | Németország      | Bajnokság | Bajnokság | DFB-Pokal        | DFB-Pokal        | Premiere Ligapokal | Premiere Ligapokal | Európa     | Európa     | Összesen | Összesen |
| 2008–09          | 1. FC Köln       | Bundesliga       | 31        | 3         | 2                | 1                | —                  | —                  | —          | —          | 33       | 4        |
| 2009–10          | 1. FC Köln       | Bundesliga       | 32        | 1         | 4                | 0                | —                  | —                  | —          | —          | 36       | 1        |
| 2010–11          | 1. FC Köln       | Bundesliga       | 24        | 1         | 0                | 0                | —                  | —                  | —          | —          | 24       | 1        |
| 2011–12          | 1. FC Köln       | Bundesliga       | 0         | 0         | 0                | 0                | —                  | —                  | —          | —          | 0        | 0        |